# Mali Drenoveț, Vidin
Mali Drenoveț (în bulgară Мали Дреновец) este un sat în comuna Dimovo, regiunea Vidin,  Bulgaria. 

## Demografie
Componența etnică a satului Mali Drenoveț
     Bulgari (97,26%)
     Nicio identificare (2,73%)
     Altele (0%)
La recensământul din 2011, populația satului Mali Drenoveț era de 73 locuitori. Din punct de vedere etnic, majoritatea locuitorilor (97,26%) erau bulgari. Pentru 2,73% din locuitori nu este cunoscută apartenența etnică.